# Kompleksi Partizani
Die Arena e Demave ist das Fußballstadion auf dem Trainingsgelände Kompleksi Partizani, der Fußballakademie von FK Partizani Tirana. Es liegt am Nordostrand der albanischen Hauptstadt Tirana im Stadtteil Tufina.

## Geschichte
Der Armee-Klub Partizani trug seine Spiele über Jahrzehnte im Nationalstadion, dem Qemal-Stafa-Stadion aus. Später wurde – mit anderen Vereinen aus Tirana – das Selman-Stërmasi-Stadion genutzt. In der Saison 2021/22 wurde die Elbasan Arena als Heimstadion genutzt. Stadtderbys und internationale Siele wurden im neuen Nationalstadion, dem Air Albania Stadium, ausgetragen.
Bereits im Jahr 2010 musste Partizani, das damals in tieferen Ligen spielte, sein altes Trainingsgelände im Südosten von Tirana aufgeben.
Im März 2016 unterzeichneten der Verein und die albanische Regierung einen Vertrag, nach dem ein Militärgelände dem Fußballklub für 99 Jahre zur Nutzung überlassen wird. Das 37.000 m² große Areal wurde für 1 € Miete übertragen und sollte das neue Trainingsgelände des Clubs werden. Finanziert wurde der Bau vom Präsident Gazmend Demi und dem albanischen Fußballverband.
Nach reichlich Verzögerung konnte dieses im Frühjahr 2022 in Betrieb genommen werden. Es wird einfach als Kompleksi Partizani bezeichnet. Die Arbeiten am Stadion respektive den Tribünen dauerten aber noch an und zogen sich bis in den Spätsommer. Erstes Spiel im neuen Stadion war eine torlose Partie im Cup am 28. September 2022 gegen KF Oriku, Drittligist aus Orikum. Als offizielle Eröffnung gilt die Partie gegen KF Bylis Ballsh am 14. November 2022.

## Arena e Demave
Das Stadion des Trainingsgelände erhielt 2023 den Namen „Arena e Demave“ (nach dem Präsidenten Gazmend Demi von FK Partizani). Das Stadion besteht  aus zwei gedeckten Tribünen entlang der Längsseiten und bietet – je nach Quelle – rund 4000 bis 5000 Personen Platz.